# Liste der Kulturdenkmäler in Mainz-Weisenau
In der Liste der Kulturdenkmäler in Mainz-Weisenau sind alle Kulturdenkmäler im Ortsbezirk Weisenau der rheinland-pfälzischen Stadt Mainz aufgeführt. Grundlage ist die Denkmalliste des Landes Rheinland-Pfalz (Stand: 5. Dezember 2023).

## Denkmalzonen
| Bezeichnung                             | Lage                                                                                       | Baujahr                    | Beschreibung | Bild                           |
| --------------------------------------- | ------------------------------------------------------------------------------------------ | -------------------------- | --- | ------------------------------ |
| Denkmalzone Alter christlicher Friedhof | Weisenau, Heiligkreuzweg/Portlandstraße Lage                                               | Mitte des 19. Jahrhunderts | Friedhof Mitte des 19. Jahrhunderts angelegt; neugotische Friedhofskapelle mit Leichenhalle, bezeichnet 1877; Friedhofskreuz, barocker Korpus, 18. Jahrhundert (Original bei der Friedhofsverwaltung); ehemaliges Wegekreuz, wohl zweite Hälfte des 15. Jahrhunderts; Kriegerdenkmal 1914/18, expressionistische Toranlage, 1926 von Fritz Sulzbach, Weisenau, nach 1945 ergänzt; neugotisches Grabmal P. J. Krapp († 1905); spätgründerzeitlicher Grabstein Familie C. Seyfried II († 1908); neubarocke Grabstele P. und A. M. Karst, um 1926 | weitere Bilder Fotos hochladen |
| Denkmalzone Jüdischer Friedhof          | Portlandstraße Lage                                                                        | 1882                       | 1882 an den alten christlichen Friedhof anschließend angelegt; 44 Grabsteine von 1883/84 bis zur Mitte der 1930er Jahre | Fotos hochladen                |
| Denkmalzone Portlandstraße              | Portlandstraße 18/20, 22, Otto-Wels-Straße 14, Christianstraße 1 Lage                      | um 1900                    | Zeile aus drei Arbeitermietshäusern, doppelgeschossige Klinkerbauten mit Sandsteingliederungen, straßenbildprägende spätgründerzeitliche Baugruppe, um 1900 | weitere Bilder Fotos hochladen |
| Denkmalzone Unterdorf Weisenau          | Jakob-Sieben-Straße 16, 18, 29, 24, Treppengasse 1, 3, 5, 7, Wormser Straße 61–75, 79 Lage | 18. bis 19. Jahrhundert    | Ausschnitt des Dorfkerns am Hang zu Füßen der katholischen Pfarrkirche, Straßen- und Wegenetz und Parzellenstruktur spätmittelalterlich, ein- und zweigeschossige Wohnhäuser, Fischer- und Schifferhäuser des 18. und 19. Jahrhunderts, Tagelöhnerhäuser der ersten Hälfte des 19. Jahrhunderts, Wormser Straße 67 ehemalige Brauerei Zum Löwen, Nr. 75 ehemalige Brauerei Zum Schwanen | weitere Bilder Fotos hochladen |
| Denkmalzone Wormser Straße 15           | Wormser Straße 15a Lage                                                                    | 1759/60                    | bauliche Gesamtanlage aus zwei rechtwinklig einander zugeordneten zweigeschossigen Wohnhäusern; spätbarocker Mansardwalmdachbau mit Fachwerk-Obergeschoss, um 1759/60; klassizistischer Putzbau, um 1830; straßenbildprägend | weitere Bilder Fotos hochladen |

## Einzeldenkmäler
| Bezeichnung                               | Lage                                        | Baujahr                 | Beschreibung | Bild                           |
| ----------------------------------------- | ------------------------------------------- | ----------------------- | --- | ------------------------------ |
| Keller                                    | Burgstraße, unter Nr. 6 Lage                |                         | stattlicher Keller mit Flachtonne, wohl mittelalterlich; in der Gartenmauer spätmittelalterliche Stiftsherren-Grabsteine; im Garten barocke Nepomuk-Skulptur, wohl aus der ersten Hälfte des 18. Jahrhunderts | weitere Bilder Fotos hochladen |
| Keller                                    | Burgstraße, unter Nr. 11 Lage               |                         | Weinkeller mit Flachtonne, wohl mittelalterlich | BW                             |
| Kreuzigungsgruppe                         | Heiligkreuzweg, auf dem Neuen Friedhof Lage | 18. Jahrhundert         | Friedhof 1965 angelegt; barocke Kreuzigungsgruppe, Rotsandstein, 18. Jahrhundert | Fotos hochladen                |
| Wegekreuz                                 | Heiligkreuzweg, Ecke Hohlstraße Lage        | 1849                    | Wegekreuz, Sandstein, bezeichnet 1849 | Fotos hochladen                |
| Kriegerdenkmal                            | Heiligkreuzweg, Ecke Portlandstraße Lage    | 1873                    | Kriegerdenkmal 1870/71, relieferter Obelisk, Rotsandstein, 1873 von J. Koehl, Mainz | Fotos hochladen                |
| Evangelische Gustav-Adolf-Kirche          | Hopfengartenstraße 24 Lage                  | 1890/91                 | neugotischer Saalbau, Polygonalmauerwerk, 1890/91 von J. Meyer, Mainz, nach Kriegsbrand Instandsetzung 1953 von Heinrich und Werner Geyer, Weisenau; Pfarrhaus, Walmdachbau, 1949/50 | weitere Bilder Fotos hochladen |
| Katholische Pfarrkirche Mariä Himmelfahrt | Jakob-Sieben-Straße 35 Lage                 | 1825/26                 | stattlicher spätbarocker Saalbau, 1739, nach Zerstörung Wiederaufbau 1825/26 von F. Schneider, Mainz, eventuell unter Mitwirkung Georg Mollers; neuklassizistischer Westbau mit Turm, 1912/13 von Ludwig Becker; ortsbildprägend | weitere Bilder Fotos hochladen |
| Wappenstein                               | Langgasse, an Nr. 1 Lage                    | 18. Jahrhundert         | Wappenstein der Freiherren von Gedult von Jungenfeld, barock, 18. Jahrhundert | Fotos hochladen                |
| Schillerschule                            | Portlandstraße 26 Lage                      | 1905                    | dreigeschossiger Putzbau, heimatstilgeprägte historisierende Motive, Nordtrakt 1905, Südtrakt 1910 von Franz Philipp Gill, Mainz | weitere Bilder Fotos hochladen |
| Weisenauer Synagoge                       | Wormser Straße 31 Lage                      | 1736/37                 | kleiner Putzbau, Fachwerkgiebel, Krüppelwalmdach, mit Hochzeitsstein, 1736/37; Mikwen aus dem 18. und 19. Jahrhundert | weitere Bilder Fotos hochladen |
| Hofanlage                                 | Wormser Straße 79 Lage                      | 19. und 20. Jahrhundert | Hofanlage, 19. und 20. Jahrhundert; Wohnhaus, um 1850, teilweise Fachwerk; bauliche Gesamtanlage | BW                             |
| Bierkeller der Rheinischen Brauerei       | Wormser Straße, in Nr. 151, 153, 159 Lage   | 1866                    | Kelleranlagen der Rheinischen Brauerei, 1866 durch Usinger & Strebel erbaut, vor allem mehrschiffige Lager- und Gärkeller mit Kreuzgratgewölben über Gusseisensäulen bzw. Tonnengewölben, einschließlich weiterer Betriebsräume und Zisternen; langer stollenartiger Verbindungsgang zur Kelleranlage Mönchstraße 17; Tondo mit Bauinschrift von 1866 am Frontgebäude; bauliche Gesamtanlage | Fotos hochladen                |
| Werkskantine                              | Wormser Straße 201 Lage                     | 1901–05                 | ehemalige Werkskantine der Portland-Zement-Fabrik; Saalbau mit aufwändiger hölzerner Deckenkonstruktion, 1901–05 | Fotos hochladen                |